# K.G. Muthenahalli, Kunigal
K.G. Muthenahalli là một làng thuộc tehsil Kunigal, huyện Tumkur, bang Karnataka, Ấn Độ.